# Epirogênese

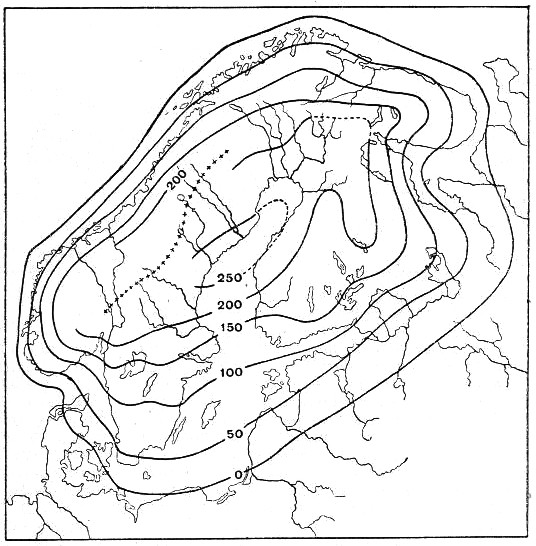
Figura do artigo 'Вековые колебания' da Grande Enciclopédia Soviética (1ª edição, 1927). Ilustrações relacionadas às oscilações centenárias, importantes para o estudo da epirogênese

Epirogênese é um conjunto de processos que resultam no movimento das placas tectônicas, no sentido ascendente ou descendente. Além disso, atinge vastas áreas continentais de forma lenta, ocasionando regressões e transgressões marinhas e terremotos. Ela também pode ser definida como "Movimento Positivo" (vertical para cima) e "Movimento Negativo" (vertical para baixo), das placas tectônicas. É um movimento muito lento, e que não tem ligação com fortes ações tectônicas, como terremotos (a não ser formação de dorsais marítimas).
A epirogênese atinge áreas continentais formando arqueamentos, intumescências ou abaciamentos de grandes conjuntos geológicos. Os arqueamentos podem ser maiores num ponto e menores em outros, assim como pode haver levantamentos em um lugar e rebaixamentos em outros. A lentidão desses movimentos dificulta seu reconhecimento, carecendo-se também de um ponto de referência fixo que possibilite a mensuração de extensão do fenômeno. 
As principais análises da epirogênese são feitas à beira do mar, porque, além de o nível do mar poder ficar fixo por muito tempo, seus movimentos de subida e descida já são bem conhecidos. 
Os movimentos do nível do mar são chamados de eustáticos, podendo ser de dois tipos: de transgressão, quando o nível do mar se eleva sobre os litorais fixos, invadindo os continentes e de regressão, quando o nível das águas baixa sobre uma plataforma litorânea fixa. Em ambos os casos não houve epirogênese porque foi o nível do mar que se alterou. As causas da variação do nível do mar são conhecidas como: tectonismo marinho e modificações paleoclimáticas. Como pôde ser visto é grande a dificuldade de pesquisa dos movimentos epirogenéticos.